# Родопсин

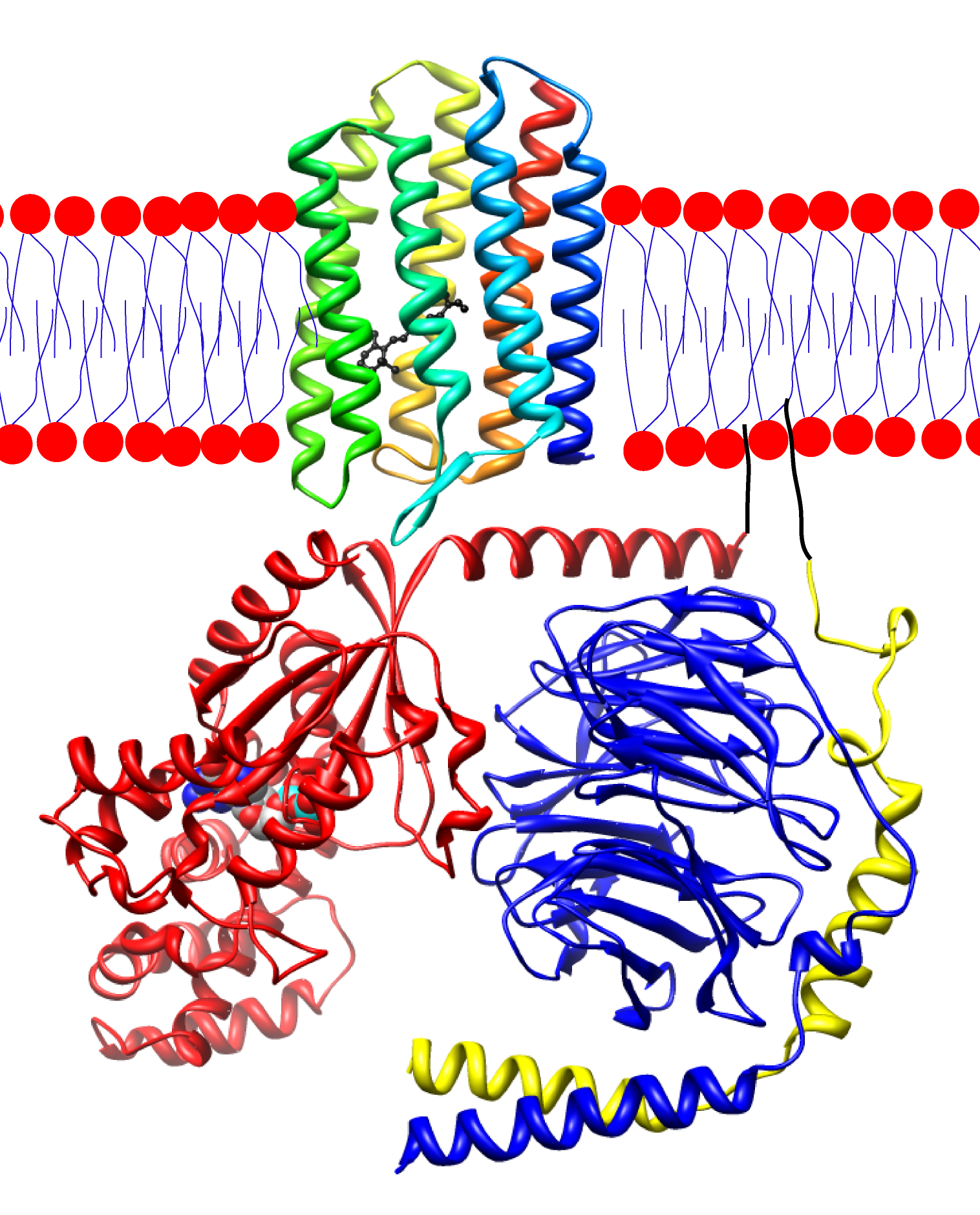
Схематичне зображення родопсину в клітинній мембрані

Родопсин (або зоровий пурпур) — білок, що експресується в фоточутливих клітинах тварин. Цей пігмент пурпурово-червоного кольору сітківки ока — складний хромопротеїн, що відповідає як за формування фоточутливих клітин, так і за частину подій реєстрації світла. Родопсин належить до класу рецепторів, пов'язаних із G-білками. Модифікації білка, властиві різним біологічним видам, можуть істотно розрізнятися за структурою і молекулярною масою.
Родопсин дуже чутливий до світла й забезпечує зір в умовах слабкої освітленості. Під час поглинання кванта світла (фотона) хромофорна група білка (11-цис-ретиналь) ізомеризуєтся в трансформу. Збудження зорового нерва відбувається за рахунок зміни іонного транспорту в фоточутливій клітині. Під дією яскравого сонячного світла пігмент швидко фотознебарвлюється і вимагає значного часу для відновлення своєї функції (у людини — близько 30 хвилин).